# Olympiastadion (Berlijn)
Het Olympiastadion ligt in het westen van Berlijn, in het stadsdeel Westend. Het stadion is onderdeel van het grote Olympiagelände (voorheen Reichssportfeld), waartoe verder het Sportforum, het olympisch hockeystadion, het olympisch zwemstadion, Reitstadion, de Waldbühne, het Maifeld (meiveld), de beroemde klokkentoren en de Langemarckhalle behoren.

## Geschiedenis
Eerder stond op dezelfde plaats het Duitse Stadion, dat op zijn beurt in 1913 gebouwd was op de plaats van renbaan Grunewald. Het Duitse Stadion was gebouwd voor de Olympische Spelen van 1916, die echter niet doorgingen vanwege de Eerste Wereldoorlog.
Voor de Olympische Spelen van 1936 wilde men toch een nieuw stadion. Het Olympiastadion, met een capaciteit van 100.000 toeschouwers, werd in de periode 1934–1936 gebouwd door architect Werner March. Het bouwwerk is voor ongeveer de helft ingegraven, zodat alleen de bovenste ring bovengronds is gebleven en zichtbaar is. De pilaren rondom zijn eigenlijk ranke jugendstil-pilaren, maar op advies van Albert Speer zijn deze omgeven door massieve sierlijsten. Het stadion werd geopend op 1 augustus 1936, tegelijk met de Olympische Spelen.
In maart 1945, tegen het einde van de Tweede Wereldoorlog, vonden nabij het stadion duizenden jongens van de Hitlerjugend de dood toen zij, als laatste reserves, met een bestorming de Russische tanks moesten bestrijden, die reeds vanuit het westen het sportveld hadden bezet.
In 1974 werd het stadion voor het wereldkampioenschap voetbal gedeeltelijk overdekt. In 2004 is een renovatie afgerond voor het wereldkampioenschap voetbal 2006, uitgevoerd door architecten Gerkan, Marg en partners. Hierbij werd het veld enkele rijen verder verdiept aangelegd, waardoor het publiek relatief dicht op het veld zit, terwijl de atletiekbaan is behouden. Bij deze renovatie is veel monumentaals van het stadion behouden. Veel natuursteen werd slechts gezandstraald, waardoor circa driekwart van het oude bouwwerk behouden kon blijven. Opvallende kenmerken zijn nu het dak, dat alle zitplaatsen overdekt zijn, en de felblauwe atletiekbaan (alhoewel de kleur niet in goede aarde viel bij Monumentenzorg). Het stadion heeft nu bijna 75.000 plaatsen.

## Gebruik
Het stadion is in 2004 feestelijk heropend met een reeks concerten. Sinds 1937 vindt er, met onderbrekingen, het Internationale Stadionfest Berlin (ISTAF) plaats, een IAAF Golden League-wedstrijd. In 2009 zijn de wereldkampioenschappen atletiek hier gehouden. En zoals in vele moderne Duitse stadions wordt het stadion gedeeld met een American Football-ploeg, in dit geval de Berlin Thunder, voor de NFL Europe. Sinds 1963, het begin van betaald voetbal in Duitsland, speelt Hertha BSC Berlin hier haar Bundesliga wedstrijden, omdat Die Plumpe (het stadion aan de Gesundbrunnen) niet voldeed. Ook worden hier de finales van de DFB-Pokal gespeeld van zowel het mannen- als het vrouwentoernooi, plus de nodige interlands. Op 9 juli 2006 heeft hier de finale van het wereldkampioenschap voetbal plaatsgevonden.
Op 6 juni 2015 heeft hier de UEFA Champions League-finale plaatsgevonden. Het stadion is ook gebruikt als filmlocatie voor de Netflix original serie Dogs of Berlin. Op 17 juni 2023 vond de openingsceremonie van de 2023 Special Olympics World Summer Games plaats in het Olympisch Stadion. In 2024 vinden er zes wedstrijden van het EK voetbal plaats, inclusief de finale.

## WK interlands
| 1. | 14 juni 1974 | West-Duitsland – Chili                 | 1 – 0         | WK 1974 Groepsfase (A)   | 81.100 |  |  |
| 2. | 18 juni 1974 | Chili – Duitse Democratische Republiek | 1 – 1         | WK 1974 Groepsfase (A)   | 28.300 |  |  |
| 3. | 22 juni 1974 | Australië – Chili                      | 0 – 0         | WK 1974 Groepsfase (A)   | 17.400 |  |  |
|    |              |                                        |               |                          |        |  |  |
| 4. | 13 juni 2006 | Brazilië – Kroatië                     | 1 – 0         | WK 2006 Groepsfase (F)   | 72.000 |  |  |
| 5. | 15 juni 2006 | Zweden – Paraguay                      | 1 – 0         | WK 2006 - Groepsfase (B) | 72.000 |  |  |
| 6. | 20 juni 2006 | Ecuador – Duitsland                    | 0 – 3         | WK 2006 Groepsfase (A)   | 72.000 |  |  |
| 7. | 23 juni 2006 | Oekraïne – Tunesië                     | 1 – 0         | WK 2006 Groepsfase (H)   | 72.000 |  |  |
| 8. | 30 juni 2006 | Duitsland – Argentinië                 | 1 – 1 (4 – 2) | WK 2006 Kwartfinale      | 72.000 |  |  |
| 9. | 9 juli 2006  | Italië – Frankrijk                     | 1 – 1 (5 – 3) | Finale WK 2006           | 69.000 |  |  |

## EK-interlands
| №  | Datum        | Wedstrijd              | Uitslag | Competitie               | Toeschouwers |
| -- | ------------ | ---------------------- | ------- | ------------------------ | ------------ |
| 1. | 15 juni 2024 | Spanje – Kroatië       | 3 – 0   | EK 2024 (groep B)        | 68.844       |
| 2. | 21 juni 2024 | Polen – Oostenrijk     | 1 – 3   | EK 2024 (groep D)        | 69.455       |
| 3. | 25 juni 2024 | Nederland – Oostenrijk | 2 – 3   | EK 2024 (groep D)        | 68.363       |
| 4. | 29 juni 2024 | Zwitserland – Italië   | 2 – 0   | EK 2024 (achtste finale) | 68.172       |
| 5. | 6 juli 2024  | Nederland – Turkije    | 2 – 1   | EK 2024 (kwartfinale)    | 70.091       |
| 6. | 14 juli 2024 | Spanje – Engeland      | 2 – 1   | EK 2024 (finale)         |              |

## Fotogalerij

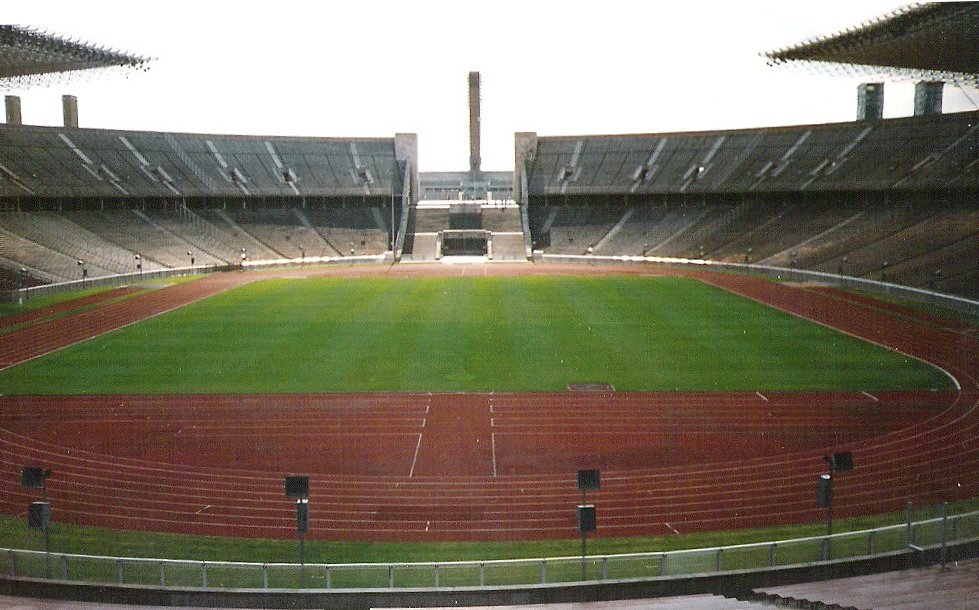
Het stadion voor de renovatie
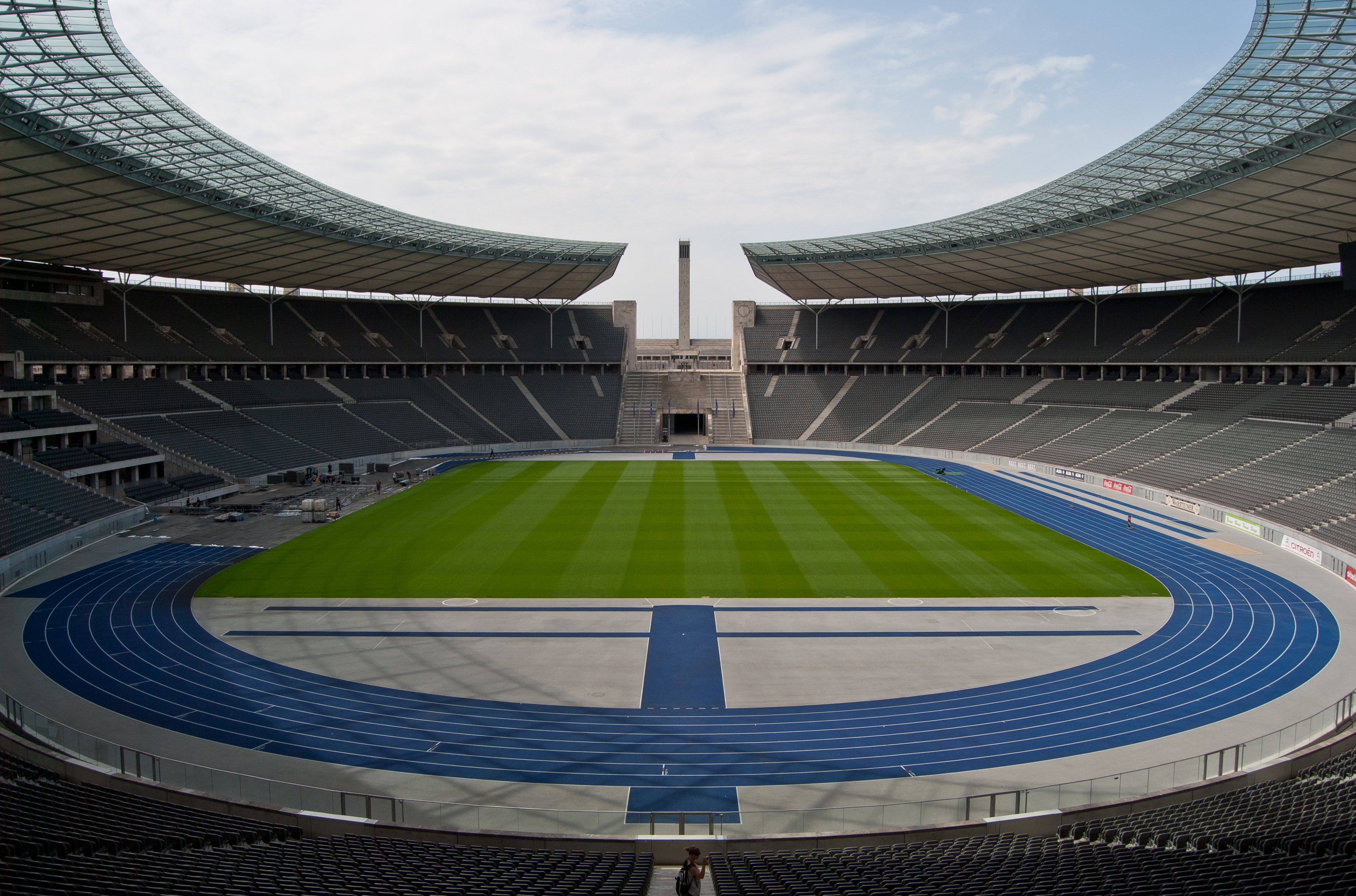
Blik vanaf de tribune met in de verte de marathoningang na de renovatie
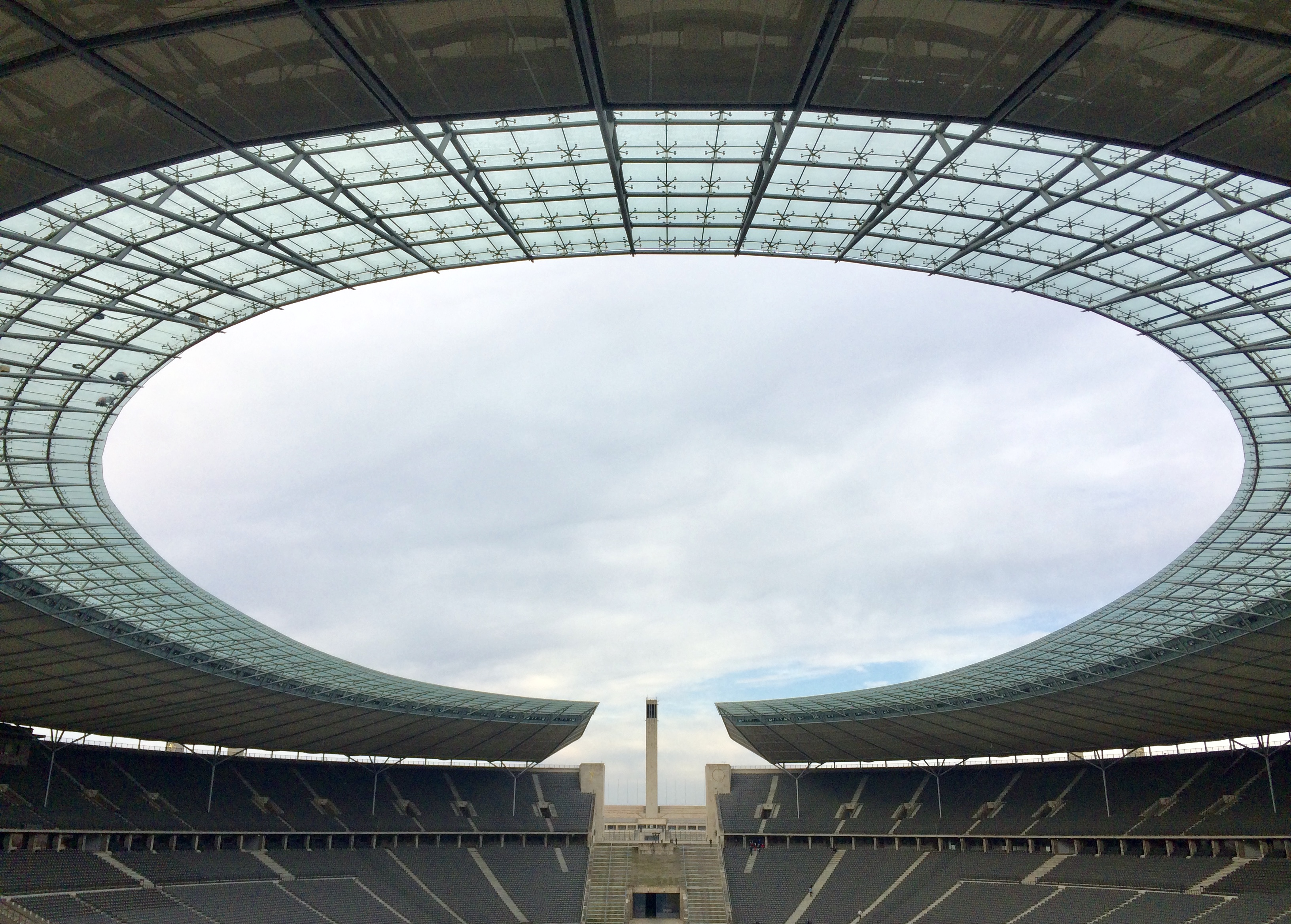
De dakconstructie heeft de vorm van een omega, met ingebouwde lichten
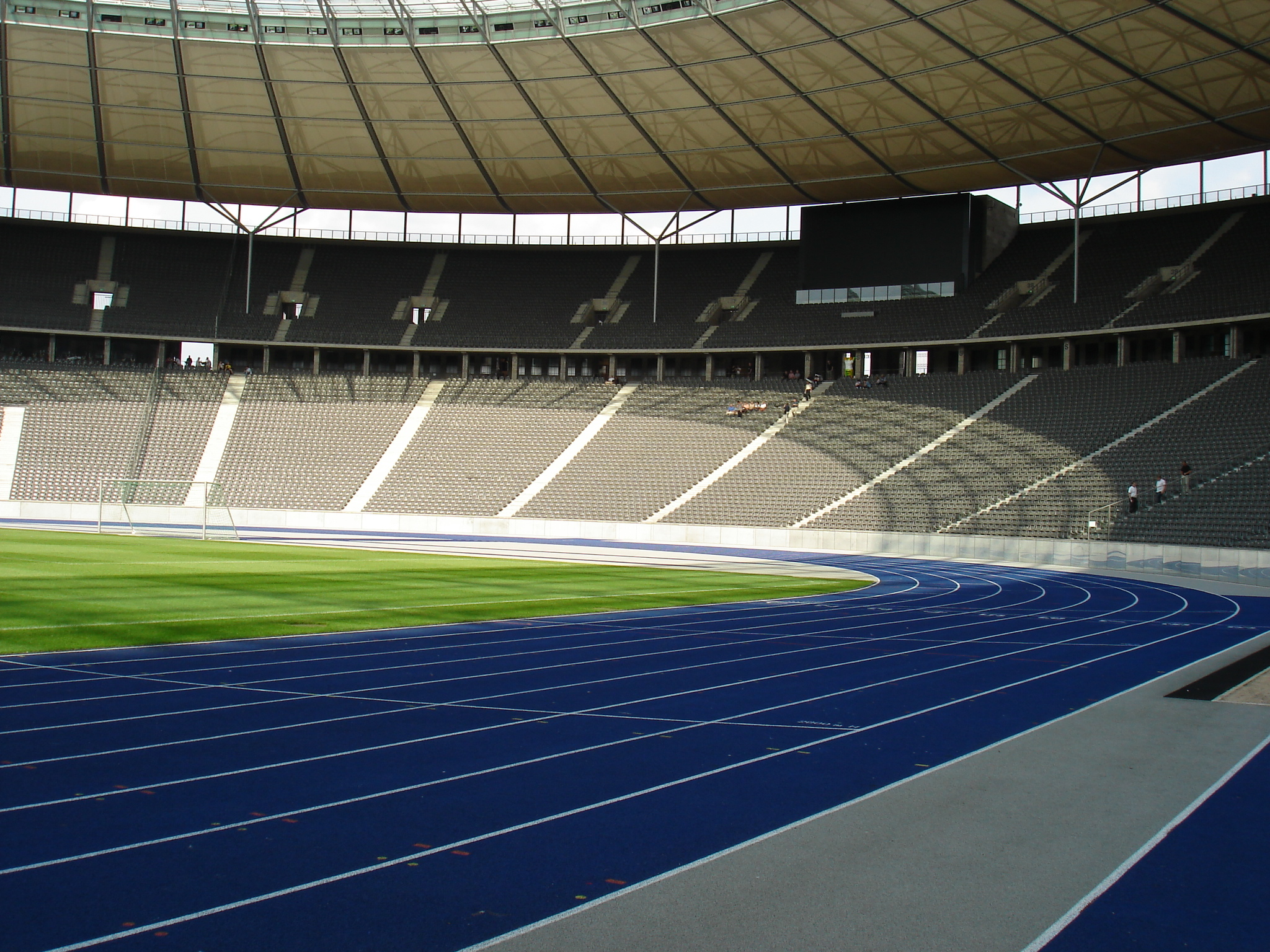
Blik vanaf de opvallende blauwe atletiekbaan die rondom het veld ligt
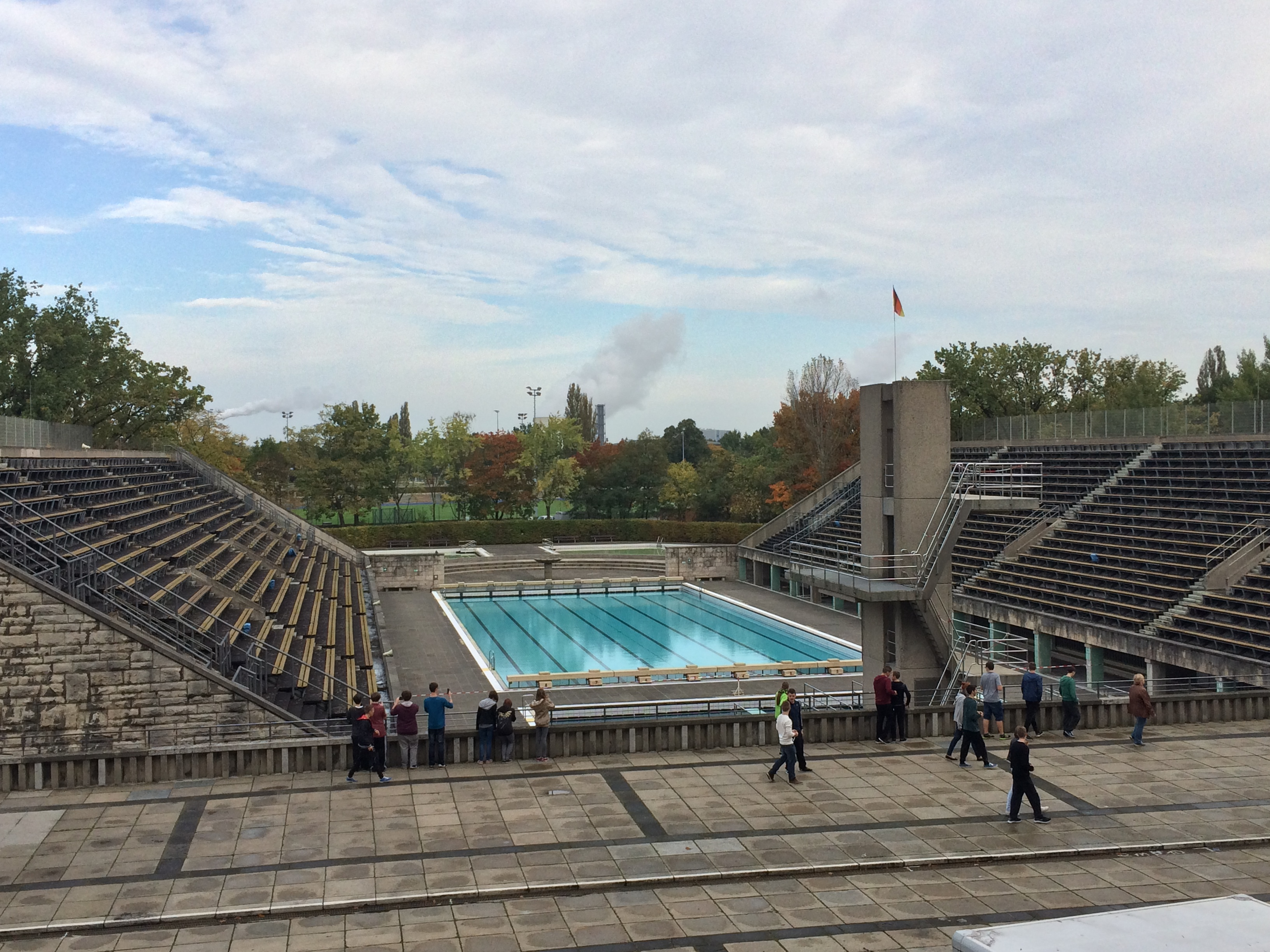
Het zwembad dat vlak buiten het stadion ligt.
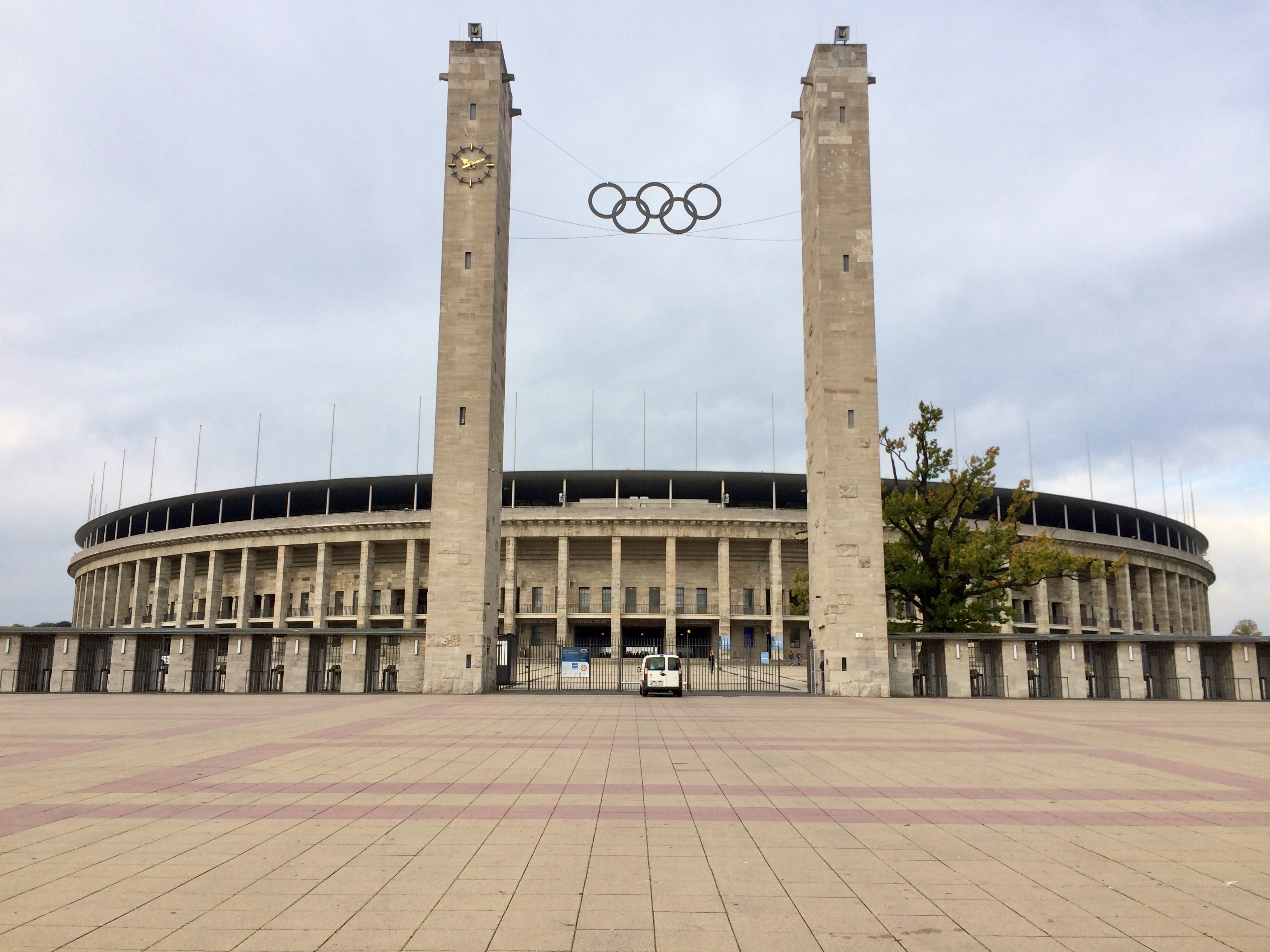
Zicht op het stadion met de Olympische ringen.
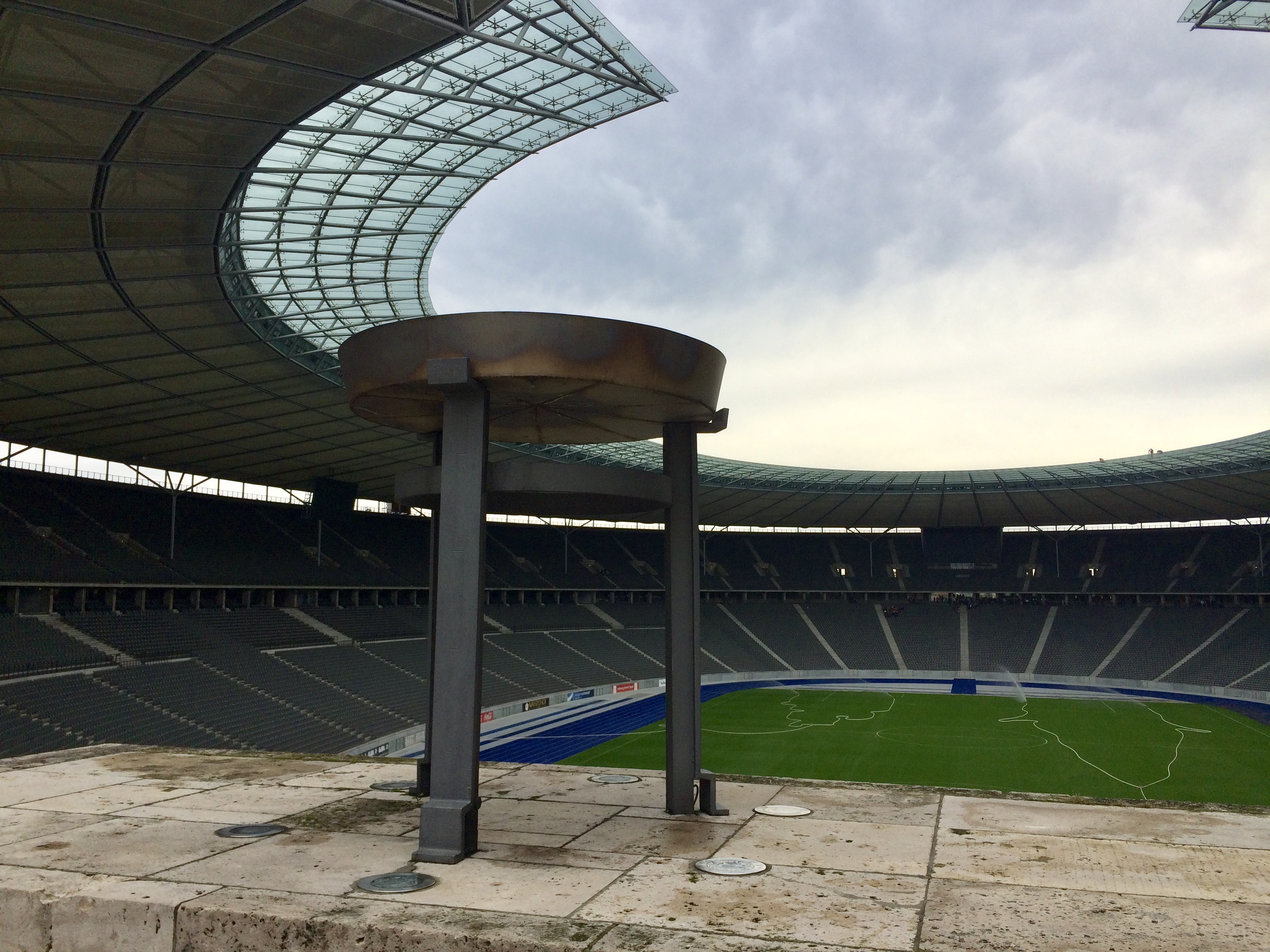
De plek waar het Olympisch vuur werd ontstoken
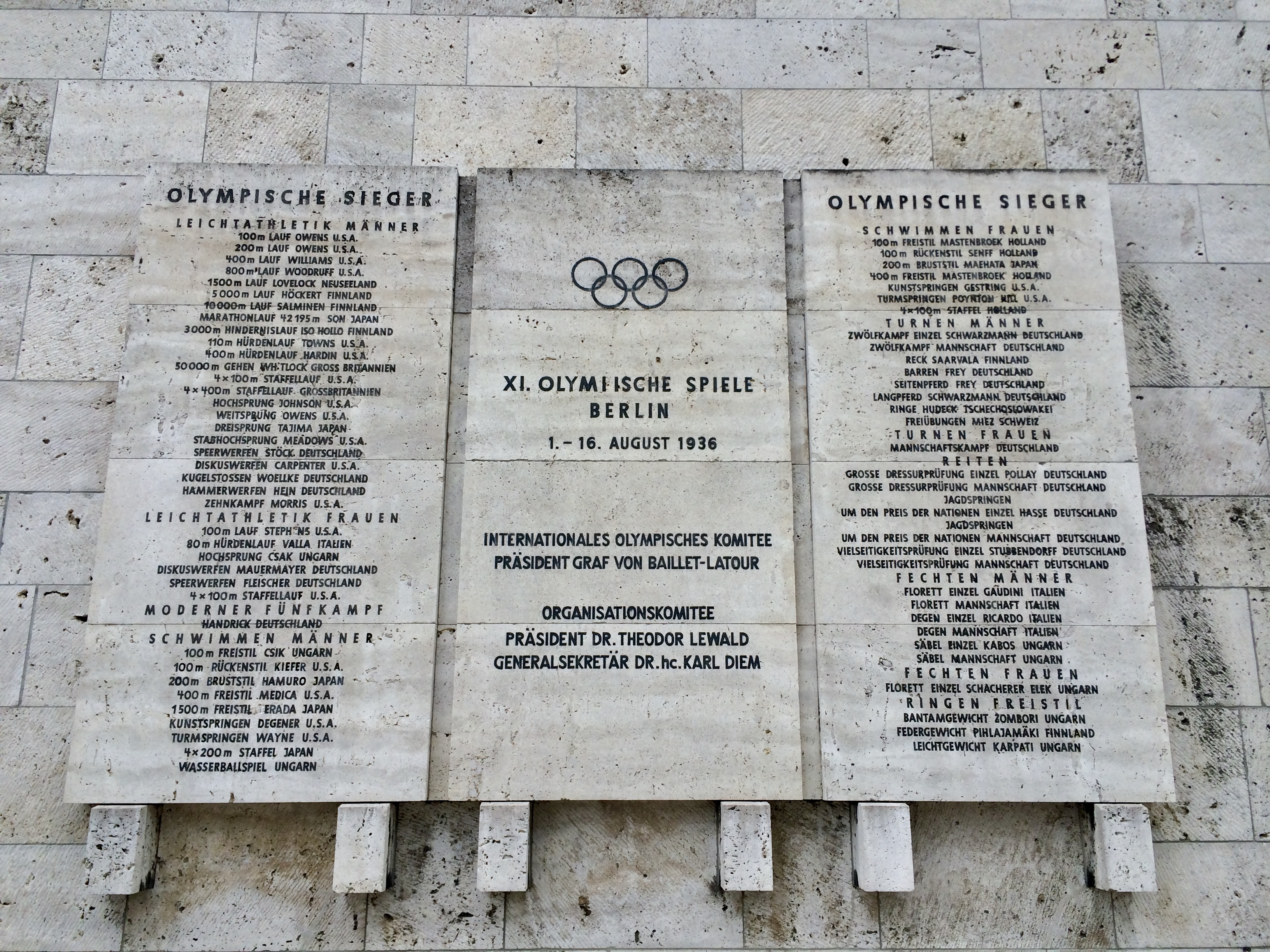
Lijst met resultaten
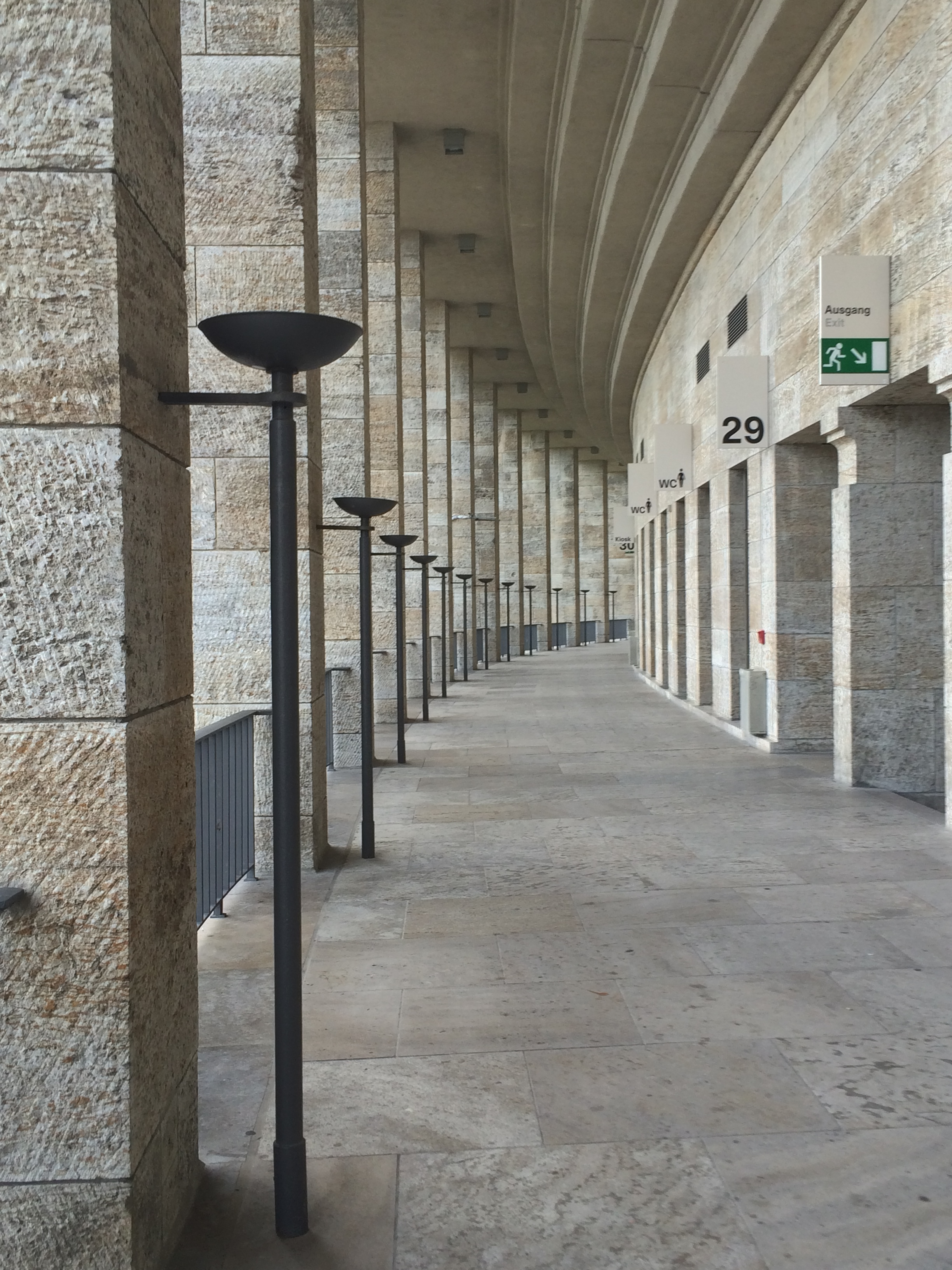
De galerij rond het stadion
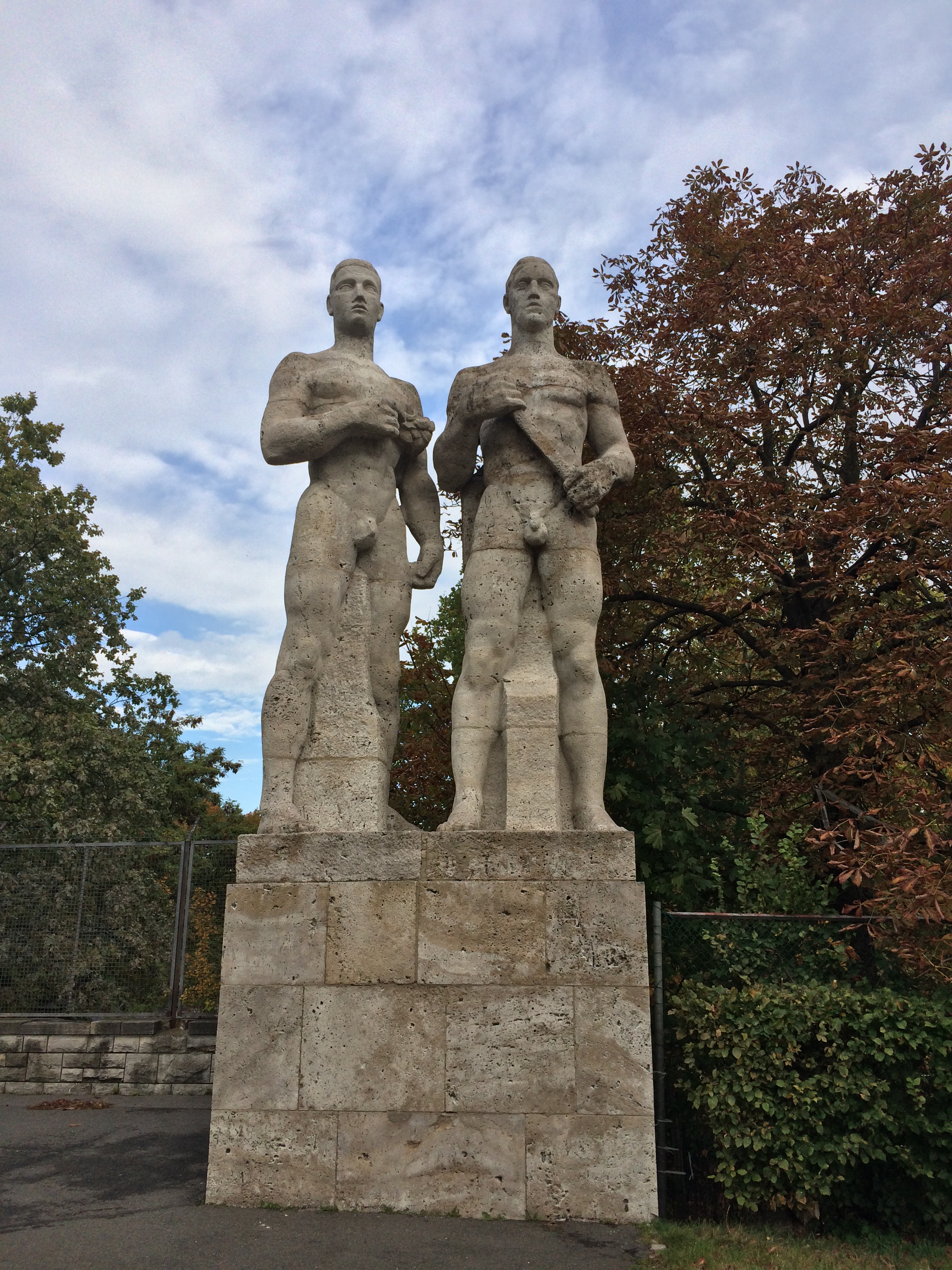
Beelden van estafettelopers net buiten het stadion